# Canonichesse regolari di Sant'Agostino della Congregazione di Windesheim
Le Canonichesse regolari di Sant'Agostino della Congregazione di Windesheim sono un istituto religioso femminile di diritto pontificio con case autonome.

## Storia
La congregazione delle canonichesse regolari di Windesheim trae le sue origini dalle Sorelle della Vita Comune che, insieme con i Fratelli, furono fondate alla fine del Trecento da Gerardo Groote. Dopo la morte di Gerardo i suoi discepoli, guidati da Fiorenzo Radewijn, aspirando a una forma di vita religiosa più regolare e organizzata, decisero di unirsi ai Canonici di Sant'Agostino: sei Fratelli furono inviati al monastero di Eemstein per apprendervi gli usi e le osservanze della vita canonicale, poi eressero un monastero a Windesheim, che inizialmente constò solo di capanne.
Anche le Sorelle della Vita Comune incominciarono a formare delle comunità, che poi divennero monasteri di canonichesse regolari secondo la regola di sant'Agostino. Tali monasteri erano diffusi soprattutto in Paesi Bassi e Germania occidentale: seguivano le costituzioni di Windesheim ed erano sotto la direzione spirituale dei priori dei vicini monasteri del ramo maschile.
Uno dei primi monasteri femminili della congregazione di Windesheim trasse origine dalla casa fondata nel 1401 a Diepenveen da Giovanni Brinckerinck: la comunità che vi aveva stabilito seguì la regola della Vita Comune fino al 1408, quando le religiose abbracciarono la vita canonicale secondo la regola di sant'Agostino. La più famosa priora del monastero di Diepenveen fu madre Salome.
La casa di Zoeterbeeck fu fondato dalle Sorelle della Vita Comune nel 1448 e divenne un monastero di canonichesse nel 1484. Dopo il 1629 le religiose furono obbligate a lasciare Zoeterbeeck e si stabilirono a Deursen, dove aprirono anche una scuola. Nel 1954 al monastero di Deursen si unì quello di Mariendael, a Diest.
Il monastero di Sant'Orsola fu fondato nel 1415 a Lovanio dalle Sorelle della Vita Comune provenienti da Zutphen: le Sorelle assunsero la vita canonicale nel 1420. Nel 1548 diede rifugio a a un'esule inglese, Elisabetta Woodford, canonichessa regolare proveniente dall'abbazia di Burnham, nell'Essex: in seguito il monastero di Sant'Orsola accolse altre numerose inglesi alle quali era stato impedito di continuare a condurre vita religiosa in patria e nel 1609 Margherita Clement, insieme alle compagne inglesi, lasciò Sant'Orsola per fondare un nuovo monastero, dedicato a Santa Monica, nella stessa città.
Alcune canonichesse di Santa Monica nel 1629 lasciarono Lovanio per fondare, a Bruges, il monastero di Nazareth, detto il "convento inglese".
Dopo la rivoluzione francese le religiose di Lovanio furono costrette a laciare il monastero e a cercare rifugio in Inghilterra, dove fondarono il priorato di Abbotsleigh; nel 1886 venne intrapresa una nuova fondazione a Hoddesdon. Le canonichesse di Bruges trovarono invece rifugio a Hengrave Hall, ma nel 1802 ritornarono a Bruges. Nel 1886 aprirono un priorato ad Haywards Heath.
Le canonichesse di Bruges fondarono una colonia in Ruanda nel 1959.

## Attività e diffusione
Ogni monastero è autonomo e si dedica ad attività particolari: all'adorazione del Santissimo Sacramento, all'educazione della gioventù, alla gestione di case per ritiri, conferenze, incontri o sessioni di studio.
Nel 1975 i monasteri femminili della Congregazione di Windesheim erano in Belgio, nei Paesi Bassi, nel Regno Unito, in Ruanda e in Svizzera.
Alla fine del 2015 l'ordine contava 5 monasteri e 35 religiose.